# اف‌ان‌سی
اف‌ان‌سی (انگلیسی: FNC) شرکت سرگرمی کره‌ای است، که در سال ۲۰۰۶ تأسیس شد.

## تاریخچه
FNC Entertainment که در دسامبر ۲۰۰۶ تحت عنوان «FNC Music» توسط هان سئونگ‑هو تأسیس شد، از ابتدا بر تولید موسیقی و پرورش گروه‌های راک و کی‌پاپ تمرکز داشته است. این شرکت از سال ۲۰۱۰ برای اولین‌بار CNBLUE و F.T. Island را به بازار جهانی معرفی کرد و پس از رسمی‌شدن به نام FNC در سال ۲۰۱۲، فعالیت‌های خود را به حوزه‌هایی چون مدیریت بازیگران و تولید برنامه تنوع‌گرا گسترش داد. باوجود اینکه استارتاپ شرکت در سبک راک و پاپ–راک بود، FNC به مرور طیف هنرمندان خود را به گروه‌هایی مانند AOA، SF9، P1Harmony و N.Flying توسعه داد که سبک‌هایی از جمله دانس‌پاپ، آر‌اِن‌بی و پاورپاپ–راک را در بر می‌گیرند. 

## هنرمندان برجسته

#### CNBLUE (سی ان بلو)
گروه CNBLUE یکی از موفق‌ترین پروژه‌های موسیقایی FNC است که با تمرکز بر سبک پاورپاپ–راک و اجرای زنده با سازهای واقعی، مرز میان کی‌پاپ و موسیقی باند را کمرنگ کرد. این گروه در سال ۲۰۰۹ فعالیت خود را از ژاپن آغاز کرد و در سال ۲۰۱۰ با انتشار Bluetory و قطعه «I’m a Loner» به شهرت گسترده‌ای در کره دست یافت. آن‌ها در طول فعالیت خود، با آلبوم‌هایی چون Re:Blue و 2gether، جوایز متعددی از جمله «بهترین گروه» در جشنواره‌های موسیقی آسیا دریافت کرده‌اند و به‌عنوان یکی از معدود باندهای کی‌پاپ با تور جهانی شناخته می‌شوند.
F.T. Island (اف تی آیلند)
F.T. Island نخستین گروه رسمی شرکت FNC Entertainment بود که در سال ۲۰۰۷ معرفی شد و با سبک پاپ–راک و بالادهای احساسی شناخته می‌شود. آن‌ها با آهنگ‌هایی مانند «Love Sick» و «Severely» جایگاه ویژه‌ای در نسل اول باندهای کی‌پاپ پیدا کردند. با موفقیت چشمگیر در بازار ژاپن و کره، این گروه راه را برای سایر پروژه‌های موسیقی زنده FNC هموار کرد و از اولین هنرمندانی بود که FNC از طریق آن وارد بازارهای بین‌المللی شد. سبک منحصربه‌فرد آن‌ها ترکیبی از ملودی‌های عاطفی، گیتار دراماتیک و اجرای زنده بود.